# Barão Coli
Michelangelo Alessandro Colli Marchi (Vigevano, 1738 -  Florença, 22 de Dezembro de 1808) foi um Militar Ítalo-austríaco que compôs o quadro de Generais do Reino Sardo-Piemontês e de notável participação na resistência contra as tropas de Napoleão Bonaparte na península Itálica.Em 1764 recebeu da Monarquia Austríaca o título de Freiherr,equivalente ao de Barão.
Nascido na Lombardia em 1738,Colli alistou-se,ainda jovem,como Oficial de Infantaria no Exército da Monarquia Habsburgo.Durante a Guerra dos Sete Anos,lutou na Batalha de Praga em 1757 e na Batalha de Torgau em 1760.Participou ainda como Oficial da Guerra de Sucessão da Bavária e da Guerra austro-turca.

## Ação na Itália
No ano de 1793,o governo Austríaco transferiu o Barão para o exército Sardo-Piemontês com a promessa de fazê-lo Feldmarschal-Leutnant,patente que lhe daria o vice comando de todo o efetivo militar.Por sua capacidade,liderou o exército da Sardenha de 1793 a 1796.Guiou soldados Piemonteses em Saorge em 12 de junho de 1793 e novamente em 24 de abril de 1794.Em novembro de 1795,lutou na Batalha de Loano.
Serviu ainda ao exército do Papa e prestou amparo militar ao exército de Nápoles.Morreu em Florença no ano de 1808.